# Kempsenkopf
Der Kempsenkopf ist eine 3093 m ü. A. hohe Erhebung in der Glocknergruppe der Hohen Tauern im österreichischen Bundesland Salzburg südlich von Kaprun. Er ist die nördlichste benannte Graterhebung über 3.000 Meter in den Alpen und damit in ganz Europa, jedoch vom unmittelbar benachbarten und etwas höheren Bauernbrachkopf (3125 m) nur durch eine 16 Meter tiefe, unbenannte Einschartung getrennt. Der Kempsenkopf wird zwar in einigen Führern als Gipfel geführt, auf Grund seiner geringen Schartenhöhe ist diese Einstufung jedoch strittig.

## Besteigung
Von der Gleiwitzer Hütte und vom Stausee Mooserboden führt jeweils ein teilweise mit Drahtseilen gesicherter Steig zum Kempsenkopf. Die Verbindung dieser beiden Wege ist Teil des Gleiwitzer Höhenwegs. Die beiden Strecken treffen wenige Meter nördlich der höchsten Erhebung aufeinander. Aufstiegszeit jeweils drei bis vier Stunden. Von der höchsten Erhebung führt der Weg weiter über den Bauernbrachkopf zum Kleinen und Hohen Tenn über dessen Nordwestgrat. Der Kempsenkopf wird bei der Besteigung des Hohen Tenns auf dem Normalweg überschritten.